# Сигмоподібна кишка
Сигмоподі́бна ки́шка (лат. colon sigmoideum) — прикінцева частина ободової кишки, що переходить у пряму кишку. Назву отримала за схожість з формою грецької літери ς (сигма).
Має близько 20 см завдовжки, розташована в лівій частині порожнини великого таза, зігнута, продовжується зверху донизу і ззовні всередину аж до мису крижової кістки, де вона найчастіше під кутом переходить у пряму кишку. Проєкція ободової кишки на передню стінку живота: висхідна — на праву бічну ділянку, поперечна — на пупкову ділянку, низхідна — на ліву бічну ділянку, сигмоподібна — на нижню частину лівої бічної та на ліву пахвинну ділянку, а в разі значного наповнення — на ліву частину пупкової ділянки.